# ديريك كاري
ديريك كاري (بالإنجليزية: Derek Curry)‏ هو لاعب كرة قدم أمريكية أمريكي، ولد في 5 سبتمبر 1981.